# マクラーレン・セナ
マクラーレン・セナ (McLaren Senna) は、マクラーレン・オートモーティブが開発したスーパーカーである。

## 概要
P1に続く「アルティメットシリーズ」の最新モデルとして2017年12月10日に発表され、全世界500台限定で販売された。イギリス本国での定価は75万ポンド（日本円で約1億2000万円）。
マクラーレン史上初となるサーキット走行を重視したロードカーとして開発され、公道とサーキットの双方で優れたパフォーマンスを発揮することを目指した。
軽量化のため、P1で日常利用を考慮して搭載したプラグインハイブリッドシステムは採用を取りやめた。エクステリアも空力性能を重視してエアロパーツを多数装着するなど、それまでのマクラーレン車とは一線を画すマシンとなっている。
車名は往年の名レーシングドライバーとして知られ、1988年から1993年の間にマクラーレン・チームへの在籍経験もあったアイルトン・セナに由来する。

## メカニズム

### エンジン
M840TR型 4.0L V型8気筒DOHC ツインターボエンジンが搭載される。720SのM840T型を改良したユニットで、スペックは最高出力800 PS / 7,250 rpm、最大トルク81.6 kgf·m / 5,500 - 6,700 rpmであり、マクラーレン史上最強のスペックを発揮する。
トランスミッションは7速DCTのみが組み合わせられる。

### シャシ
シャシは「モノケージIII」と呼ばれるカーボンファイバー製のモノコックを採用。ボディパネルもフルカーボン製とすることで軽量化を敢行し、乾燥重量はマクラーレン・F1に迫る1,198 kgを実現した。
サスペンションは4輪ともダブルウィッシュボーン式。「レースアクティブ・シャシー・コントロールII」と呼ばれる制御システムが組み込まれており、4輪それぞれの車高やダンパーを状況に応じて最適に制御する。

### タイヤ
ピレリ製の「P Zero Trofeo R」に、センターロック式のアルミホイールが組み合わせられる。タイヤサイズはフロント245/35R19、リア315/30R20。

## デザイン

### インテリア

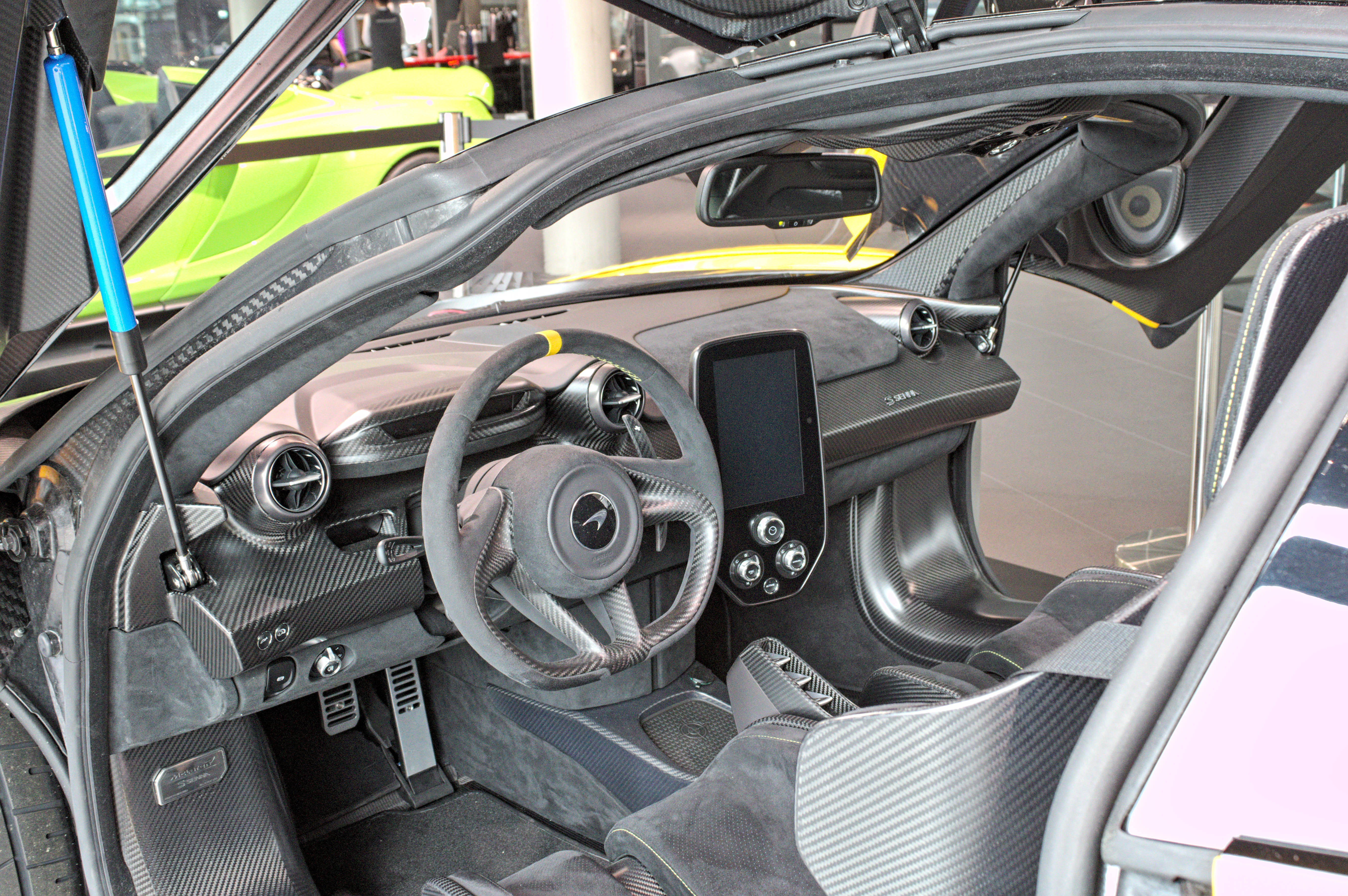
室内

軽量化のために内張りは最小限に留められ、各部にボディを形成するカーボンファイバーが剥き出しとなっている。2座あるバケットシートもカーボンファイバー製である。
内張りは標準でアルカンターラ製だが、オプションでレザー製に変更することも可能。

### エクステリア
ボディ各部にエアロパーツを多数装着し、空力性能を重視したデザインとなっている。フロントのエアロブレードとスワンネック式のリアウィングは可動式である。ダウンフォースはレースモード使用時、250 km/hで最大800 kgに達する。
サイドドアは従来モデルと同様にディヘドラルドア方式を採用。

## バリエーション

### セナ（Senna）

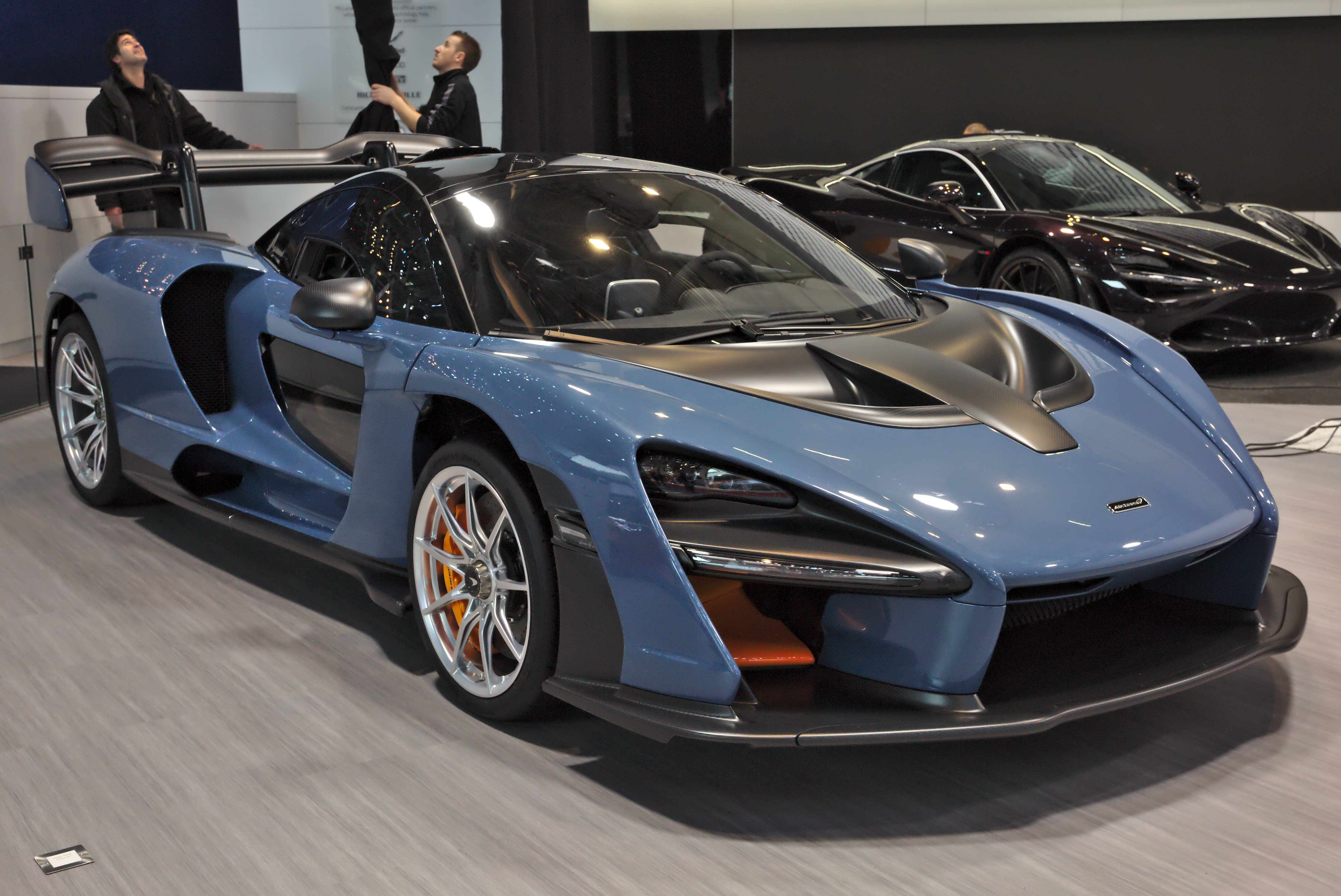
セナ

500台の限定販売で、発表と同時に完売が報じられた。日本には十数台が輸入されている。売上の一部はアイルトン・セナ財団に寄付されることになっている。

### セナ GTR (Senna GTR)

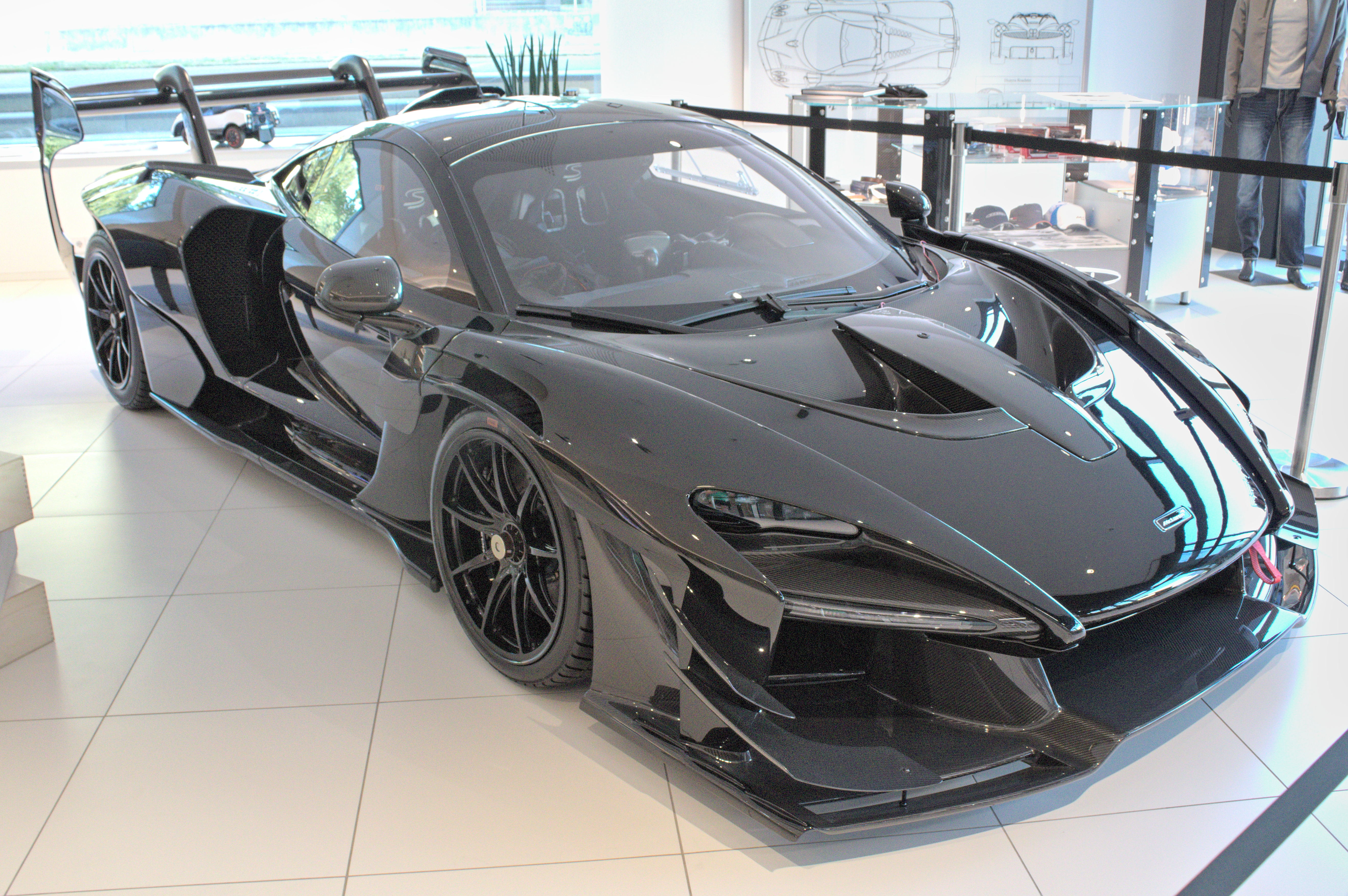
セナ GTR

2019年3月8日に発表されたサーキット専用車。フェンダーはさらにワイド化され、フロントスポイラーやリアディフューザーも大型化されるなど空力性能が強化されており、最大で1,000 kgを超えるダウンフォースを発生する。サスペンションはグループGT3カー向けのシステムをベースに開発した専用サスペンションを採用。エンジンはロードカーと共通だが、最高出力が825 PSに引き上げられている。インテリアではエアバッグやセンターパネルを省略することで、車重は10 kg減の1,188 kgとなった。

### セナ カンナム (Senna Can-AM)
マクラーレンが走った1969年のレースから50周年を記念したモデルで、3台のみ製造された。しかし、マクラーレン公式からはカンナムについての発表は一切行われていない。セナGTRと同じエンジンを持つが公道走行可能である。エクステリアはノーマルのセナと大差無いが、マフラーが4本出しになり、パイプに加工が施されている。ボディは3台ともオレンジで、リアフェンダー右側に「ブルース・マクラーレン」、左側に「デニー・ハムス」の名が刻まれている。左右のドアには「McLaren CARS」の文字が、白いリアウィングの両端板には「CAN-AM」の文字が刻まれている。シャシーNo.1の個体はリアフェンダー右側がカーナンバー"4"、左側が"5"になっている。シャシーNo.3の個体は右側がカーナンバーではなく、50周年記念グラフィックになっている。ちなみに、「カンナム」とは1965〜1975年にアメリカ・カナダで行われていた"カナディアン-アメリカン・チャレンジカップ"のことを指す。
2021年にはインターネットオークションサイトのeBayに約300万ドルで出品された。

### セナ LM (Senna LM)

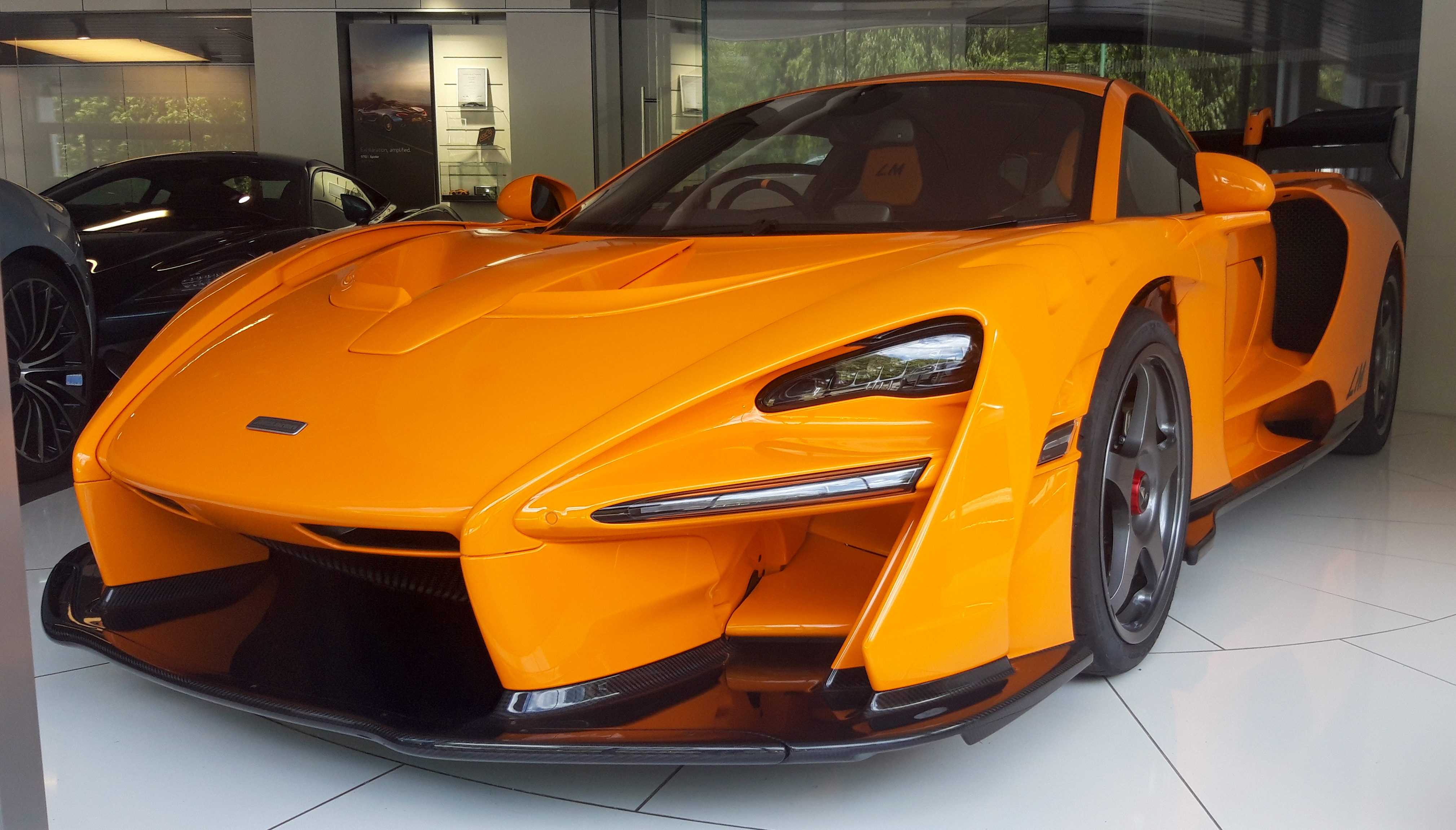
セナ LM

セナGTRを公道走行用にチューンしたモデルで、20台限定生産。20台のうち7台がパパイヤオレンジに塗装されている。また、20台のうち3台が右ハンドル車である。日本にも数台輸入されている。価格は2億円を超えると言われているが、カンナムと同じくマクラーレン公式からの発表は行われていない。パワートレインはセナGTRと同じだが、ボディはノーマルのセナがベースで、エアロ形状が一部異なっている。また、ホイールもノーマルのセナやセナGTRと異なる。マフラーは4本出しに変更されており、パイプは金色になっている。2020年7月に元F1ドライバーのエイドリアン・スーティル氏がクラッシュし、前面を大きく破損させている。そのため、セナLMは元F1ドライバーでも扱うのが難しい"じゃじゃ馬"と言われている。

### セナ GTR LM (Senna GTR LM)

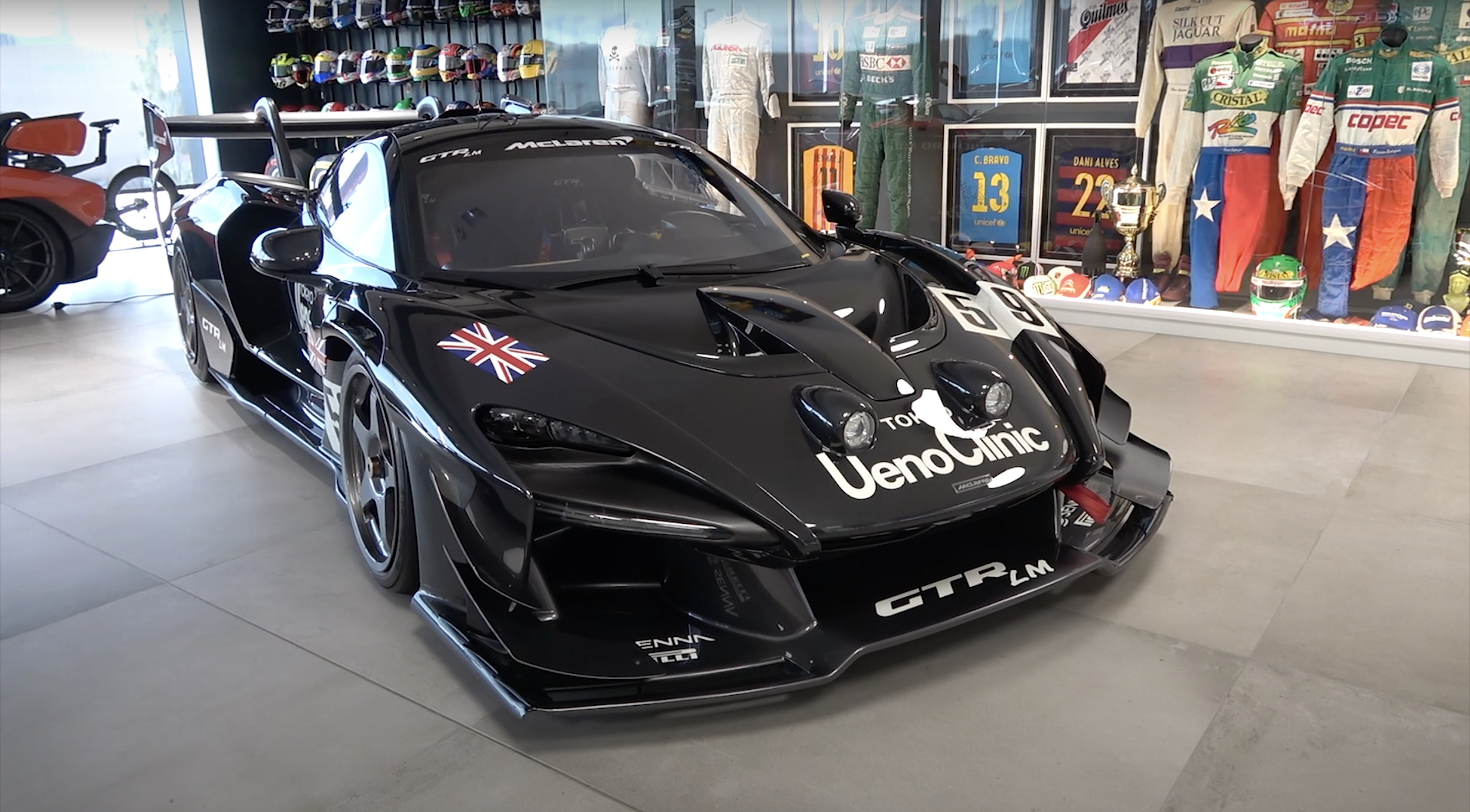
セナ GTR LM 825/1 "上野クリニック"

2020年に発表されたモデルで、1995年のル・マン24時間レースで総合優勝したF1 GTRを記念して作られた。オーナーからの依頼で制作され、5台のみ限定生産された。価格は非公開。1995年の決勝レースで完走した5台のカラーリングを再現しており、ペイントは1台につき800時間を要しており、それ以上の時間がかかっているモデルもある。外観はガルフやハロッズといったブランドのオーナーや、ル・マンのオーガナイザーであるACO（フランス西部自動車クラブ）から特別な許可を取り、ロゴや標章を再現。ルーフには本物そっくりに複製した車検ステッカーも貼られる。また、カーボンファイバー製タブの内側に記念プレートを取り付け、各車がワンオフであることとオリジナルのF1 GTRを識別するシャシーナンバーを記すとともに、レースの日付とそのマシンを操った3人のドライバーの名前、フィニッシュした順位も刻印される。5台それぞれに名称がついており、「セナ GTR LM 825/1 "上野クリニック"」「セナ GTR LM 825/2 "ガルフ"」「セナ GTR LM 825/5 "シーザー"」「セナ　GTR LM 825/6 "ハロッズ"」「セナ GTR LM 825/7 "ジャカティ"」がある。

### セナ XP スペシャルエディション (Senna XP Special Edition)
セナのテスト・プロトタイプモデルをベースに開発した3台限定のモデル。車体はフルカーボンボディで仕上げられ、アイルトン・セナがF1で勝利したブラジルGP、ヨーロッパGP、モナコGPを示すアクセントが追加されている。3台ともカラーリングが異なるため、実質ワンオフモデルのようになっている。パワートレインはノーマルのセナと共通で、車名のXPは試作車を表している。

### セナ XP エル・トリオンフォ・アブソリュート (Senna XP El Triunfo Absoluto)
XP スペシャルエディションと同じく、アイルトン・セナがF1で優勝したメキシコGPを記念しているワンオフモデル。広報車として使用されていたセナを1度工場に戻し、このモデルが作られた。車両のコンセプトが同じなため、色分けや追加の装飾品などはXP スペシャルエディションとほぼ同じである。

### セナ センプレ (Senna Sempre)

セナ センプレ

ヘリテージコレクションが所有するセナのプリプロダクション仕様をベースに、ブラジル国旗の明るい黄色、緑、青の3色で新たに塗り分けられたワンオフモデル。F1の2024年シーズンで、第8戦モナコGPでスペシャルカラーを纏ったMCL38に合わせてデザインされた。このカラーは、マクラーレンのビスポーク部門であるMSOが新たに導入した「ウォッシュテクニック」により、スピード感と波打つフラッグの動きが再現されている。ウィンドウとフロントカウルのエアインテークを囲む緑と白のラインはセナのアイコニックなヘルメットのデザインが反映されている。車両の側面には、MSOのペイントスペシャリストの手にによって、ドットマトリックス効果を用いたセナの肖像画が描かれている。